# Димале
40° 42′ 59″ N 19° 47′ 49″ E / 40.71639° С; 19.79694° И
Димале или Дималум (грч. Διμαλη или Διμαλλον) је био град у јужној Илирији у доба класичне антике, који се налазио у близини или на територији Партхини, илирског племена. Изграђена је на брду од 450 м надморске висине, у залеђу Аполоније, око 30 км од источне обале Јадрана. Налази се у данашњој Кротини, округ Берат, Албанија. 
Илирско насеље је утврђено у 4. веку пре нове ере. У хеленистичком периоду (између 3. и 2. века пре нове ере) град је доживео врхунац, током фазе обележене интензивним урбанистичким планирањем, укључујући изградњу новог градског зида и изградњу неколико кула, храмова и позоришта, показујући значајан утицај старогрчке културе на локалне илирске становнике. Изгледа да производња и материјали сведоче о интензивној размени са оближњом Аполонијом. 
Илири су утврђени град Димале сматрали непробојним. Учествовао је у Другом римско-илирском рату и Првом римско-македонском рату.

## Назив
Назив места Дималлум припада југоисточно-далматинском ономастичком подручју илирског. То је једињење ди + мал. Корен мал - огледа се у многим древним балканским (илирским или трачким) топонимима као што су Малонтум, Маловентум, Малонтина, Дациа Малуенсис итд.  

## Историја
На Дималеу илирско предградско и праградско насеље из периода 5.-4. века пре нове ере потврђује грнчарија пронађена на овом месту. Међутим, физички архитектонски остаци овог периода нису сачувани. Чини се да је илирско насеље у почетку обухватало само мало насељено подручје на брду, које је било утврђено у 4. веку пре нове ере , представљајући један од праурбаних центара који су успостављени у залеђу јужне Илирије ( данас Албанија), нарочито током развијеног гвозденог доба. Ови прото-урбани центри били су утврђена места различита од малих села без зидина познатих као комаи. Процеси развоја ових прото-урбаних насеља нису јасни научницима, који такође још увек нису у потпуности разумели улогу ових локалитета, било да су то била склоништа на брдима, градови или центри окупљања у регионалној трговини.
Развој и процват града догодио се у 3. и 2. веку пре нове ере. Током овог периода изграђен је нови зид који је заменио прво утврђење. Нови зид обухватао је цело брдо Димале. Град је ставио на располагање довољна финансијска средства за спровођење програма социјалне и верске изградње. Изграђено је неколико зграда, храмова и позориште, показујући значајан утицај старогрчке културе на локално илирско становништво. 

## Римски период
Димале се појављује у древним изворима римског периода који описује ратове који су укључивали Римску републику. Током Другог илирског рата 219. п. н. е., Деметрије Хварски, након протеривања свих својих противника из Дималеа, утврдио је град против непосредног римског напада и отишао да брани Фарос. Упркос томе што су тврђаву Димале сматрали неосвојивом, Римљани су под заповедништвом Л. Аемилиус Пауллуса, заузели град у седмодневној опсади уз локалну илирску помоћ. После потпуног Деметријевог пораза од римских руку и крајњег лета у Македонију, Димале је ступио у пријатељски однос са Римом. Током Првог македонског рата, 213. или 212. п. н. е., Филип V Македонски успео је да преузме контролу над градом [18 али, након неуспешног римског напада који је водио П. Семпроније Тудитан 205. п. н. е., град се исте године вратио у свој претходни статус у преговорима између Филипа V и Рима 